# مقاطعة بينينغتون (مينيسوتا)
مقاطعة بينينغتون (بالإنجليزية: Pennington County)‏ هي إحدى مقاطعات ولاية مينيسوتا في الولايات المتحدة الأمريكية.